# Provincia di Calca
La provincia di Calca è una provincia del Perù, situata nella regione di Cusco.

## Geografia antropica

### Suddivisioni amministrative
È divisa in 8 distretti:
- Calca (Calca)
- Coya (Coya)
- Lamay (Lamay)
- Lares (Lares)
- Písac (Písac)
- San Salvador (San Salvador)
- Taray (Taray)
- Yanatile (Quebrada Honda)